# Palazzo della Ragione de Padoue
Le palais de la Raison de Padoue  (Le Palazzo della Ragione en italien) est un palais de la ville de Padoue, l'ancien siège de l'administration et des tribunaux de la ville.
Le palais de la Raison fut construit en 1218, puis surélevé en 1306 par Giovanni degli Eremitani qui lui donna sa couverture caractéristique en forme de toit en carène.

## Description

Photo Paolo Salviati.

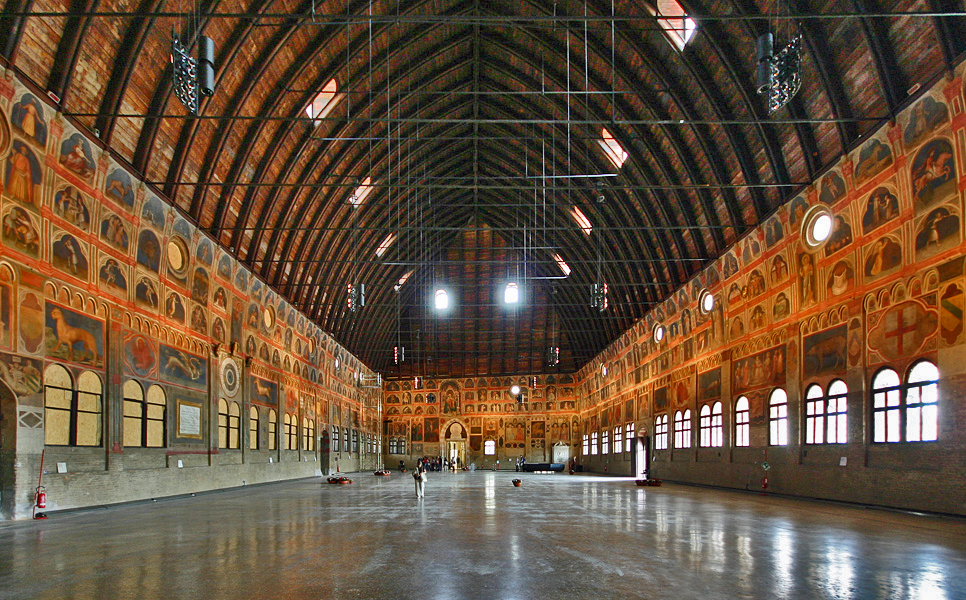
Le Salone : la plus grande salle suspendue du monde.

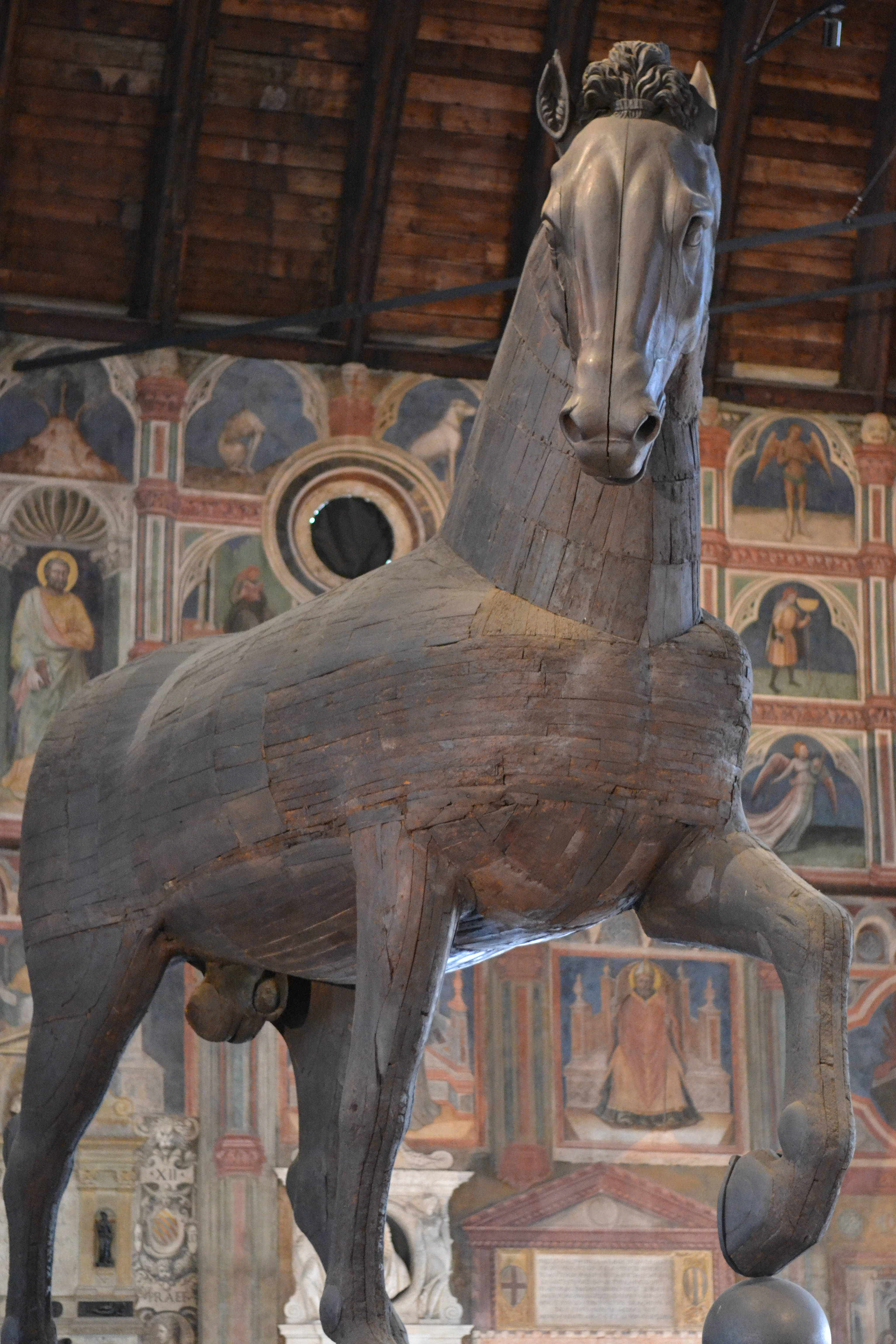
Le cheval de bois.

L'étage supérieur est occupé par « la plus grande salle suspendue au monde », le Salone (le Salon) : longueur 81 m, largeur 27 m, hauteur 27 m, englobant ainsi un volume intérieur de 40 000 m3 environ. Le plafond est une immense voûte de charpente apparente sans colonnes de soutien.
Les fresques d'origine, attribuées à Giotto, ont été détruites par un incendie en 1420. Le Salone fut alors orné d'un ensemble de fresques réalisées de 1425 à 1440, qui forment un cycle grandiose sur le thème de l'astrologie, sur une étude de Pietro d'Abano.
Le salon conserve un gigantesque cheval de bois, copie du monument Renaissance de Gattamelata de Donatello, ainsi que deux sphinx d'Égypte rapportés au XIXe siècle par Giovan Battista Belzoni. Récemment, dans un angle du Salon a été exposé un pendule de Foucault, soulignant l'importance que Padoue a toujours attachée aux découvertes scientifiques.
Dans le salon est conservée la pietra del Vituperio, obligeant, avant l'instauration du pilori, les débiteurs peu scrupuleux de battre leur coulpe en public par trois fois.

## Le palais de la Raison aujourd'hui
Le palais sépare les deux grandes places aux Herbes et aux Fruits (piazza delle Erbe, piazza dei Frutti), où se rassemblent les commerçants de la région. Sous le salon ont été aménagées deux immenses galeries marchandes parallèles qui accueillent principalement des commerces d'alimentation.
Enfin, le palais de la Raison n'a pas oublié sa fonction d'antan, puisqu'il est physiquement relié, à l'est, à l'actuel hôtel de ville.

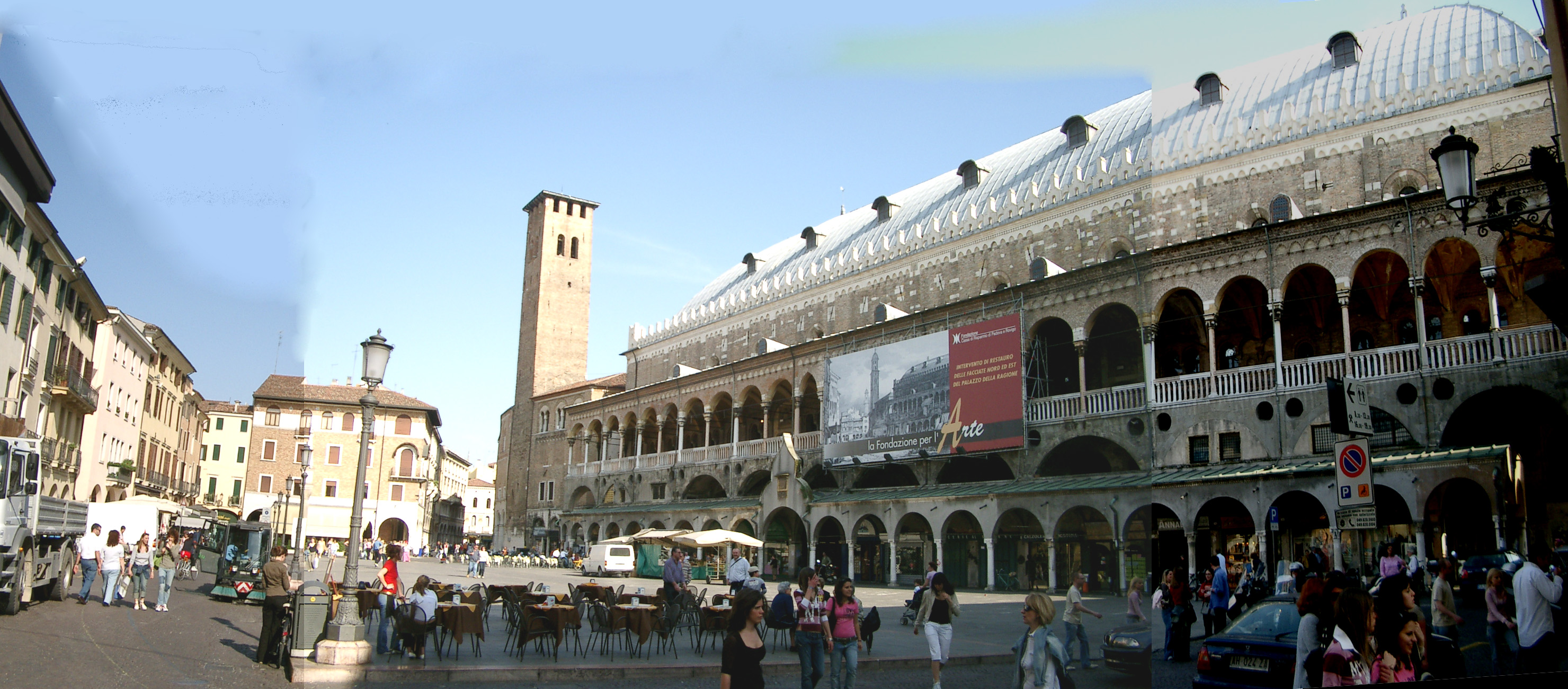
Le Palais de la Raison, vu de la place aux Fruits.
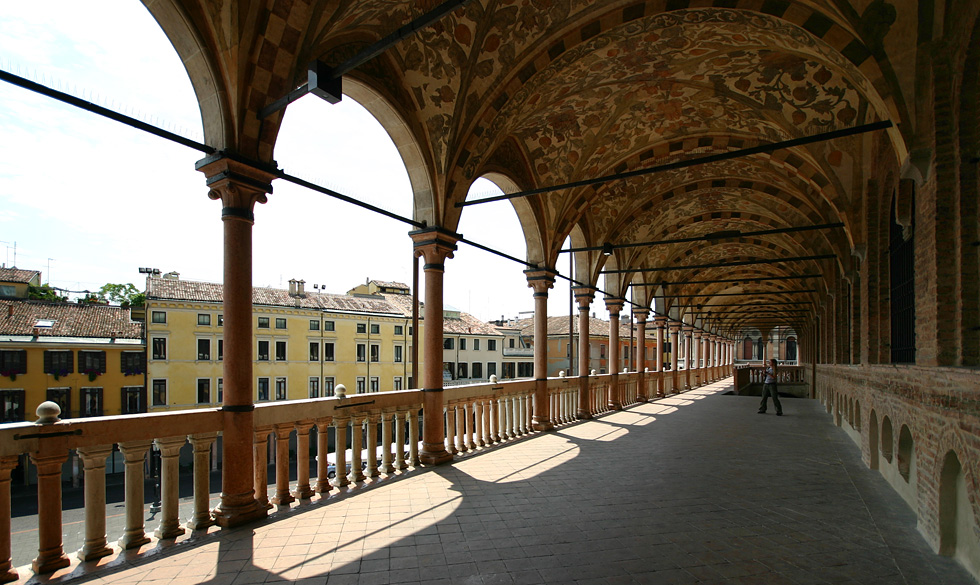
Sous les arcades.

## Sources
- (it) Cet article est partiellement ou en totalité issu de l’article de Wikipédia en italien intitulé « Palazzo della Ragione (Padova) » (voir la liste des auteurs).